# Pontogeneia littorea
Pontogeneia littorea is een vlokreeftensoort uit de familie van de Pontogeneiidae. De wetenschappelijke naam van de soort is voor het eerst geldig gepubliceerd in 1992 door Ren.